# Maurice Anthony Biot
Maurice Anthony Biot (25 de mayo de 1905-12 de septiembre de 1985) era un físico belga nacionalizado Estadounidense. Hizo contribuciones en termodinámica, aeronautica, ingeniería de terremoto, geofísica, y electromagnetismo. Particularmente, esta acreditado como el fundador de la teoría de poroelasticidad.
Nacido en Antwerp, Bélgica, Biot estudió en la Universidad católica de Leuven en Bélgica donde reciba un bachelor grados en filosofía (1927), ingeniería minera (1929) e ingeniería eléctrica (1930), y Doctor de Ciencia en 1931. Obtenga su Ph.D. En Ciencia Aeronáutica del Instituto de California de Tecnología en 1932 debajo Theodore von Kármán.
En 1930s y 1940s Biot trabajado en Universidad de Harvard, la Universidad católica de Leuven, Columbia Universitario y Brown Universidad, y más tarde para un número de compañías y agencias de gobierno, incluyendo NASA durante el Programa Espacial en el 1960s. Desde entonces 1969, Biot devenía un asesor privado para varias compañías y agencias, y particularmente para Búsqueda de Concha y Desarrollo.
Biot trabajo temprano con von Kármán y durante la Segunda Guerra Mundial laborable para los EE. UU. Navy Agencia de Aeronautics dirigió al desarrollo de la teoría tridimensional de aeronaves flutter. Durante el periodo entre 1932 y 1942, conciba y entonces plenamente desarrolló el método de espectro de la respuesta (RSM) para ingeniería de terremoto. Para termodinámica irreversible, Biot utilizó el variational aproximación y era el primer para introducir la función de disipación y el principio de disipación mínimo a cuenta para el fenómeno de disipación, el cual dirigió al desarrollo de thermoelasticity, transferencia de calor, viscoelasticity, y thermorheology. Biot interés en los efectos no lineales de tensión inicial y el inelastic el comportamiento de sólidos dirigió a su teoría matemática de plegable de estratificó rocas. En el periodo entre 1935 y 1962 Biot publicó un número de papeles científicos que pone las fundaciones de la teoría de poroelasticity (ahora sabido como Biot teoría), el cual describe el comportamiento mecánico de fluido-medios de comunicación porosos saturados.
A honor Biot contribuciones pioneras, un Maurice Un. Biot La medalla estuvo establecida por el Instituto de Mecánica de la Ingeniería de Sociedad americana de Ingenieros Civiles. Un Biot Conferencia en Poromechanics estuvo establecido y estuvo aguantado en Université catholique de Louvain, Bélgica (1998), Universite Joseph Fourier, Francia (2002), Universidad de Oklahoma, EE.UU. (2005), Columbia Universidad, EE.UU. (2009), y Universidad Técnica de Viena, Austria (2013).